# Ronde van Frankrijk 2011/Eindstanden
Deze pagina geeft de volledige eindstanden van het algemeen- en ploegenklassement van de Ronde van Frankrijk 2011. Daarnaast wordt de top 10 van het berg-, punten-, en jongerenklassement vermeld. Ook de hoogst geëindigde Belg en Nederlander wordt genoemd  indien deze niet in top 10 is geëindigd. Verder wordt de strijdlustigste renner vermeld en alle uitvallers in deze ronde.

## Algemeen klassement
| plaats | renner                 | land                | ploeg                       | tijd        |
| ------ | ---------------------- | ------------------- | --------------------------- | ----------- |
|        | Cadel Evans            | Australië           | BMC Racing Team             | 86u12'22"   |
| 2      | Andy Schleck           | Luxemburg           | Team Leopard-Trek           | op 01'34"   |
| 3      | Fränk Schleck          | Luxemburg           | Team Leopard-Trek           | op 02'30"   |
| 4      | Thomas Voeckler        | Frankrijk           | Team Europcar               | op 03'20"   |
| 5      | Alberto Contador       | Spanje              | Saxo Bank-Sungard           | op 03'57"   |
| 6      | Samuel Sánchez         | Spanje              | Euskaltel-Euskadi           | op 04'55"   |
| 7      | Damiano Cunego         | Italië              | Lampre-ISD                  | op 06'05"   |
| 8      | Ivan Basso             | Italië              | Liquigas-Cannondale         | op 07'23"   |
| 9      | Tom Danielson          | Verenigde Staten    | Team Garmin-Cervélo         | op 08'15"   |
| 10     | Jean-Christophe Péraud | Frankrijk           | AG2R-La Mondiale            | op 10'11"   |
| 11     | Pierre Rolland         | Frankrijk           | Team Europcar               | op 10'43"   |
| 12     | Rein Taaramäe          | Estland             | Cofidis, le crédit en ligne | op 11'29"   |
| 13     | Kevin De Weert         | België              | Quick Step                  | op 16'29"   |
| 14     | Jérôme Coppel          | Frankrijk           | Saur-Sojasun                | op 18'36"   |
| 15     | Arnold Jeannesson      | Frankrijk           | Française des Jeux          | op 21'20"   |
| 16     | Haimar Zubeldia        | Spanje              | Team RadioShack             | op 26'23"   |
| 17     | Christian Vande Velde  | Verenigde Staten    | Team Garmin-Cervélo         | op 27'12"   |
| 18     | Ryder Hesjedal         | Canada              | Team Garmin-Cervélo         | op 27'14"   |
| 19     | Peter Velits           | Slowakije           | Team HTC-High Road          | op 28'54"   |
| 20     | Jelle Vanendert        | België              | Omega Pharma-Lotto          | op 32'41"   |
| 21     | Rob Ruijgh             | Nederland           | Vacansoleil-DCM             | op 33'04"   |
| 22     | Hubert Dupont          | Frankrijk           | AG2R-La Mondiale            | op 36'54"   |
| 23     | Vladimir Goesev        | Rusland             | Team Katjoesja              | op 42'26"   |
| 24     | Rigoberto Urán         | Colombia            | Sky ProCycling              | op 42'48"   |
| 25     | Gorka Verdugo          | Spanje              | Euskaltel-Euskadi           | op 43'06"   |
| 26     | Nicolas Roche          | Ierland             | AG2R-La Mondiale            | op 46'23"   |
| 27     | Sandy Casar            | Frankrijk           | Française des Jeux          | op 50'28"   |
| 28     | Vladimir Karpets       | Rusland             | Team Katjoesja              | op 52'25"   |
| 29     | Maxime Monfort         | België              | Team Leopard-Trek           | op 53'16"   |
| 30     | Joeri Trofimov         | Rusland             | Team Katjoesja              | op 56'46"   |
| 31     | Geraint Thomas         | Verenigd Koninkrijk | Sky ProCycling              | op 1u00'48" |
| 32     | Levi Leipheimer        | Verenigde Staten    | Team RadioShack             | op 1u03'58" |
| 33     | Robert Gesink          | Nederland           | Rabobank                    | op 1u05'09" |
| 34     | Egoi Martínez          | Spanje              | Euskaltel-Euskadi           | op 1u08'28" |
| 35     | Carlos Barredo         | Spanje              | Rabobank                    | op 1u12'58" |
| 36     | David Arroyo           | Spanje              | Team Movistar               | op 1u14'40" |
| 37     | Chris Anker Sørensen   | Denemarken          | Saxo Bank-Sungard           | op 1u14'42" |
| 38     | Philippe Gilbert       | België              | Omega Pharma-Lotto          | op 1u14'51" |
| 39     | Rémy Di Grégorio       | Frankrijk           | Pro Team Astana             | op 1u22'04" |
| 40     | Julien El Fares        | Frankrijk           | Cofidis, le crédit en ligne | op 1u24'21" |
| 41     | David Moncoutié        | Frankrijk           | Cofidis, le crédit en ligne | op 1u25'25" |
| 42     | Sylwester Szmyd        | Polen               | Liquigas-Cannondale         | op 1u25'37" |
| 43     | Cyril Gautier          | Frankrijk           | Team Europcar               | op 1u27'43" |
| 44     | Tony Martin            | Duitsland           | Team HTC-High Road          | op 1u30'56" |
| 45     | Andrej Zejts           | Kazachstan          | Pro Team Astana             | op 1u31'48" |
| 46     | Dries Devenyns         | België              | Quick Step                  | op 1u34'06" |
| 47     | Yannick Talabardon     | Frankrijk           | Saur-Sojasun                | op 1u34'11" |
| 48     | Xabier Zandio          | Spanje              | Sky ProCycling              | op 1u35'18" |
| 49     | Steve Morabito         | Zwitserland         | BMC Racing Team             | op 1u37'57" |
| 50     | Jakob Fuglsang         | Denemarken          | Team Leopard-Trek           | op 1u39'58" |
| 51     | Christophe Riblon      | Frankrijk           | AG2R-La Mondiale            | op 1u43'47" |
| 52     | Anthony Charteau       | Frankrijk           | Team Europcar               | op 1u43'49" |
| 53     | Edvald Boasson Hagen   | Noorwegen           | Sky ProCycling              | op 1u44'39" |
| 54     | Jérôme Pineau          | Frankrijk           | Quick Step                  | op 1u44'41" |
| 55     | Maxime Bouet           | Frankrijk           | AG2R-La Mondiale            | op 1u44'45" |
| 56     | George Hincapie        | Verenigde Staten    | BMC Racing Team             | op 1u45'16" |
| 57     | Luis León Sánchez      | Spanje              | Rabobank                    | op 1u46'09" |
| 58     | Laurens ten Dam        | Nederland           | Rabobank                    | op 1u47'02" |
| 59     | David Loosli           | Zwitserland         | Lampre-ISD                  | op 1u51'08" |
| 60     | Linus Gerdemann        | Duitsland           | Team Leopard-Trek           | op 1u51'19" |
| 61     | Sylvain Chavanel       | Frankrijk           | Quick Step                  | op 1u52'21" |
| 62     | Daniel Navarro         | Spanje              | Saxo Bank-Sungard           | op 1u53'22" |
| 63     | Thomas De Gendt        | België              | Vacansoleil-DCM             | op 1u54'11" |
| 64     | Christian Knees        | Duitsland           | Sky ProCycling              | op 1u56'12" |
| 65     | Amaël Moinard          | Frankrijk           | BMC Racing Team             | op 1u58'43" |
| 66     | Gorka Izagirre         | Spanje              | Euskaltel-Euskadi           | op 1u59'47" |
| 67     | Jens Voigt             | Duitsland           | Team Leopard-Trek           | op 1u59'56" |
| 68     | Thor Hushovd           | Noorwegen           | Team Garmin-Cervélo         | 2u03'15"    |
| 69     | Maciej Paterski        | Polen               | Liquigas-Cannondale         | op 2u03'56" |
| 70     | Bauke Mollema          | Nederland           | Rabobank                    | op 2u06'35" |
| 71     | Grischa Niermann       | Duitsland           | Rabobank                    | op 2u07'26" |
| 72     | Richie Porte           | Australië           | Saxo Bank-Sungard           | op 2u09'24" |
| 73     | Jegor Silin            | Rusland             | Team Katjoesja              | op 2u10'05" |
| 74     | Johnny Hoogerland      | Nederland           | Vacansoleil-DCM             | op 2u11'51" |
| 75     | Rubén Pérez            | Spanje              | Euskaltel-Euskadi           | op 2u12'28" |
| 76     | David Millar           | Verenigd Koninkrijk | Team Garmin-Cervélo         | op 2u14'56" |
| 77     | Gianni Meersman        | België              | Française des Jeux          | op 2u17'27" |
| 78     | Stuart O'Grady         | Australië           | Saxo Bank-Sungard           | op 2u17'58" |
| 79     | Tony Gallopin          | Frankrijk           | Cofidis, le crédit en ligne | op 2u18'19" |
| 80     | José Joaquín Rojas     | Spanje              | Team Movistar               | op 2u22'54" |
| 81     | Sérgio Paulinho        | Portugal            | Team RadioShack             | op 2u24'39" |
| 82     | Tejay van Garderen     | Verenigde Staten    | Team HTC-High Road          | op 2u25'49" |
| 83     | Ivan Santaromita       | Italië              | BMC Racing Team             | op 2u27'12" |
| 84     | Markel Irizar          | Spanje              | Team RadioShack             | op 2u27'13" |
| 85     | Jürgen Roelandts       | België              | Omega Pharma-Lotto          | op 2u27'28" |
| 86     | Jérémy Roy             | Frankrijk           | Française des Jeux          | op 2u28'27" |
| 87     | Kristjan Koren         | Slovenië            | Liquigas-Cannondale         | op 2u29'24" |
| 88     | Imanol Erviti          | Spanje              | Team Movistar               | op 2u29'47" |
| 89     | Marco Marcato          | Italië              | Vacansoleil-DCM             | op 2u30'09" |
| 90     | Rui Costa              | Portugal            | Team Movistar               | op 2u31'34" |
| 91     | Adriano Malori         | Italië              | Lampre-ISD                  | op 2u31'47" |
| 92     | Jesús Hernández        | Spanje              | Saxo Bank-Sungard           | op 2u32'00" |
| 93     | Matteo Bono            | Italië              | Lampre-ISD                  | op 2u35'45" |
| 94     | Alan Pérez             | Spanje              | Euskaltel-Euskadi           | op 2u36'14" |
| 95     | Nicki Sørensen         | Denemarken          | Saxo Bank-Sungard           | op 2u36'26" |
| 96     | Simon Gerrans          | Australië           | Sky ProCycling              | op 2u37'25" |
| 97     | Jonathan Hivert        | Frankrijk           | Saur-Sojasun                | op 2u37'37" |
| 98     | Juan Antonio Flecha    | Spanje              | Sky ProCycling              | op 2u41'04" |
| 99     | Maarten Tjallingii     | Nederland           | Rabobank                    | op 2u41'41" |
| 100    | Daniel Oss             | Italië              | Liquigas-Cannondale         | op 2u47'07" |
| 101    | Anthony Roux           | Frankrijk           | Française des Jeux          | op 2u47'49" |
| 102    | José Iván Gutiérrez    | Spanje              | Team Movistar               | op 2u49'23" |
| 103    | Michael Schär          | Zwitserland         | BMC Racing Team             | op 2u49'37" |
| 104    | Arthur Vichot          | Frankrijk           | Française des Jeux          | op 2u49'49" |
| 105    | Maksim Iglinski        | Kazachstan          | Pro Team Astana             | op 2u53'50" |
| 106    | Dmitri Fofonov         | Kazachstan          | Pro Team Astana             | op 2u53'59" |
| 107    | Alessandro Petacchi    | Italië              | Lampre-ISD                  | op 2u54'20" |
| 108    | Joost Posthuma         | Nederland           | Team Leopard-Trek           | op 2u55'25" |
| 109    | Danilo Hondo           | Duitsland           | Lampre-ISD                  | op 3u00'00" |
| 110    | Sébastien Minard       | Frankrijk           | AG2R-La Mondiale            | op 3u00'04" |
| 111    | Sébastien Hinault      | Frankrijk           | AG2R-La Mondiale            | op 3u00'44" |
| 112    | Roman Kreuziger        | Tsjechië            | Pro Team Astana             | op 3u00'59" |
| 113    | Sebastian Lang         | Duitsland           | Omega Pharma-Lotto          | op 3u01'51" |
| 114    | Brent Bookwalter       | Verenigde Staten    | BMC Racing Team             | op 3u03'47" |
| 115    | Manuel Quinziato       | Italië              | BMC Racing Team             | op 3u04'47" |
| 116    | Benjamín Noval         | Spanje              | Saxo Bank-Sungard           | op 3u06'29" |
| 117    | Blel Kadri             | Frankrijk           | AG2R-La Mondiale            | op 3u07'07" |
| 118    | Tristan Valentin       | Frankrijk           | Cofidis, le crédit en ligne | op 3u07'10" |
| 119    | Fabian Cancellara      | Zwitserland         | Team Leopard-Trek           | op 3u07'31" |
| 120    | Sébastien Turgot       | Frankrijk           | Team Europcar               | op 3u08'34" |
| 121    | Leonardo Duque         | Colombia            | Cofidis, le crédit en ligne | op 3u08'41" |
| 122    | Laurent Mangel         | Frankrijk           | Saur-Sojasun                | op 3u10'19" |
| 123    | Matteo Tosatto         | Italië              | Saxo Bank-Sungard           | op 3u10'36" |
| 124    | Fabrice Jeandesboz     | Frankrijk           | Saur-Sojasun                | op 3u11'47" |
| 125    | Brian Vandborg         | Denemarken          | Saxo Bank-Sungard           | op 3u13'43" |
| 126    | Paolo Longo Borghini   | Italië              | Liquigas-Cannondale         | op 3u13'44" |
| 127    | Grega Bole             | Slovenië            | Lampre-ISD                  | op 3u14'15" |
| 128    | Lieuwe Westra          | Nederland           | Vacansoleil-DCM             | op 3u14'15" |
| 129    | Dmitri Moeravjov       | Kazachstan          | Team RadioShack             | op 3u14'29" |
| 130    | Mark Cavendish         | Verenigd Koninkrijk | Team HTC-High Road          | op 3u15'05" |
| 131    | Mickaël Buffaz         | Frankrijk           | Cofidis, le crédit en ligne | op 3u15'12" |
| 132    | Mickaël Delage         | Frankrijk           | Française des Jeux          | op 3u15'39" |
| 133    | Alessandro Vanotti     | Italië              | Liquigas-Cannondale         | op 3u16'00" |
| 134    | Niki Terpstra          | Nederland           | Quick Step                  | op 3u16'38" |
| 135    | Anthony Delaplace      | Frankrijk           | Saur-Sojasun                | op 3u16'58" |
| 136    | Borut Božič            | Slovenië            | Vacansoleil-DCM             | op 3u17'11" |
| 137    | Ben Swift              | Verenigd Koninkrijk | Sky ProCycling              | op 3u19'07" |
| 138    | Jérémy Galland         | Frankrijk           | Saur-Sojasun                | op 3u19'46" |
| 139    | Francisco Ventoso      | Spanje              | Team Movistar               | op 3u20'02" |
| 140    | Tomas Vaitkus          | Litouwen            | Pro Team Astana             | op 3u20'07" |
| 141    | Marcel Sieberg         | Duitsland           | Omega Pharma-Lotto          | op 3u21'39" |
| 142    | Matthew Goss           | Australië           | Team HTC-High Road          | op 3u22'32" |
| 143    | Maciej Bodnar          | Polen               | Liquigas-Cannondale         | op 3u23'30" |
| 144    | Andrij Grivko          | Oekraïne            | Pro Team Astana             | op 3u26'22" |
| 145    | Julian Dean            | Nieuw-Zeeland       | Team Garmin-Cervélo         | op 3u28'00" |
| 146    | Addy Engels            | Nederland           | Quick Step                  | op 3u29'04" |
| 147    | Michail Ignatiev       | Rusland             | Team Katjoesja              | op 3u29'07" |
| 148    | Arnaud Coyot           | Frankrijk           | Saur-Sojasun                | op 3u29'20" |
| 149    | Pablo Urtasun          | Spanje              | Euskaltel-Euskadi           | op 3u30'17" |
| 150    | Gerald Ciolek          | Duitsland           | Quick Step                  | op 3u30'22" |
| 151    | Perrig Quéméneur       | Frankrijk           | Team Europcar               | op 3u30'35" |
| 152    | Romain Zingle          | België              | Cofidis, le crédit en ligne | op 3u31'30" |
| 153    | Denys Kostjoek         | Oekraïne            | Lampre-ISD                  | op 3u31'42" |
| 154    | Lars Bak               | Denemarken          | Team HTC-High Road          | op 3u33'25" |
| 155    | Vincent Jérôme         | Frankrijk           | Team Europcar               | op 3u34'37" |
| 156    | André Greipel          | Duitsland           | Omega Pharma-Lotto          | op 3u35'04" |
| 157    | Ramūnas Navardauskas   | Litouwen            | Team Garmin-Cervélo         | op 3u26'53" |
| 158    | Yohann Gène            | Frankrijk           | Team Europcar               | op 3u38'13" |
| 159    | Tyler Farrar           | Verenigde Staten    | Team Garmin-Cervélo         | op 3u38'32" |
| 160    | Jimmy Engoulvent       | Frankrijk           | Saur-Sojasun                | op 3u38'34" |
| 161    | Bernhard Eisel         | Oostenrijk          | Team HTC-High Road          | op 3u39'56" |
| 162    | Samuel Dumoulin        | Frankrijk           | Cofidis, le crédit en ligne | op 3u43'17" |
| 163    | Mark Renshaw           | Australië           | Team HTC-High Road          | op 3u44'00" |
| 164    | Marcus Burghardt       | Duitsland           | BMC Racing Team             | op 3u44'08" |
| 165    | Danny Pate             | Verenigde Staten    | Team HTC-High Road          | op 3u45'26" |
| 166    | Andrey Amador          | Costa Rica          | Team Movistar               | op 3u54'35" |
| 167    | Fabio Sabatini         | Italië              | Liquigas-Cannondale         | op 3u57'43" |

## Nevenklassementen
| Puntenklassement |                      |                     |        |
| Plaats           | Naam                 | Ploeg               | Punten |
| Groene trui      | Mark Cavendish       | Team HTC-High Road  | 334    |
| 2                | José Joaquín Rojas   | Team Movistar       | 272    |
| 3                | Philippe Gilbert     | Omega Pharma-Lotto  | 236    |
| 4                | Cadel Evans          | BMC Racing Team     | 208    |
| 5                | Thor Hushovd         | Team Garmin-Cervélo | 195    |
| 6                | Edvald Boasson Hagen | Sky ProCycling      | 192    |
| 7                | André Greipel        | Omega Pharma-Lotto  | 160    |
| 8                | Tyler Farrar         | Team Garmin-Cervélo | 127    |
| 9                | Samuel Sánchez       | Euskaltel-Euskadi   | 105    |
| 10               | Alberto Contador     | Saxo Bank-Sungard   | 105    |
|                  |                      |                     |        |
| 40               | Johnny Hoogerland    | Vacansoleil-DCM     | 31     |

| Bergklassement |                   |                    |        |
| Plaats         | Naam              | Ploeg              | Punten |
| Bolletjestrui  | Samuel Sánchez    | Euskaltel-Euskadi  | 108    |
| 2              | Andy Schleck      | Team Leopard-Trek  | 98     |
| 3              | Jelle Vanendert   | Omega Pharma-Lotto | 74     |
| 4              | Cadel Evans       | BMC Racing Team    | 54     |
| 5              | Fränk Schleck     | Team Leopard-Trek  | 56     |
| 6              | Alberto Contador  | Saxo Bank-Sungard  | 51     |
| 7              | Jérémy Roy        | Française des Jeux | 45     |
| 8              | Pierre Rolland    | Team Europcar      | 44     |
| 9              | Maksim Iglinski   | Pro Team Astana    | 44     |
| 10             | Johnny Hoogerland | Vacansoleil-DCM    | 40     |

| Jongerenklassement |                   |                             |             |
| Plaats             | Naam              | Ploeg                       | Tijd        |
| Witte trui         | Pierre Rolland    | Team Europcar               | 86u23'05"   |
| 2                  | Rein Taaramäe     | Cofidis, le crédit en ligne | op 00'46"   |
| 3                  | Jérôme Coppel     | Saur-Sojasun                | op 07'53"   |
| 4                  | Arnold Jeannesson | Française des Jeux          | op 10'37"   |
| 5                  | Rob Ruijgh        | Vacansoleil-DCM             | op 22'21"   |
| 6                  | Rigoberto Urán    | Sky ProCycling              | op 32'05"   |
| 7                  | Geraint Thomas    | Sky ProCycling              | op 50'05"   |
| 8                  | Robert Gesink     | Rabobank                    | op 54'26"   |
| 9                  | Cyril Gautier     | Team Europcar               | op 1u17'00" |
| 10                 | Andrej Zejts      | Pro Team Astana             | op 1u21'05" |
|                    |                   |                             |             |
| 13                 | Thomas De Gendt   | Vacansoleil-DCM             | op 1u42'55" |

| Strijdlustigste renner |            |                    |
|                        | Naam       | Ploeg              |
|                        | Jérémy Roy | Française des Jeux |

## Ploegenklassement
| Rang | Ploeg                       | Land                | Tijd        | Verdiensten |
| ---- | --------------------------- | ------------------- | ----------- | ----------- |
|      | Team Garmin-Cervélo         | Verenigde Staten    | 258u18'49"  | € 145.940   |
| 2    | Team Leopard-Trek           | Luxemburg           | op 11'04"   | € 395.310   |
| 3    | AG2R-La Mondiale            | Frankrijk           | op 11'20"   | € 45.560    |
| 4    | Team Europcar               | Frankrijk           | op 41'53"   | € 147.130   |
| 5    | Euskaltel-Euskadi           | Spanje              | op 52'00"   | € 87.780    |
| 6    | Sky ProCycling              | Verenigd Koninkrijk | op 58'24"   | € 67.000    |
| 7    | Team Katjoesja              | Rusland             | op 1u09'39" | € 12.380    |
| 8    | Saxo Bank-Sungard           | Denemarken          | op 1u16'12" | € 72.290    |
| 9    | Française des Jeux          | Frankrijk           | op 1u30'16" | € 90.660    |
| 10   | Cofidis, le crédit en ligne | Frankrijk           | op 1u47'29" | € 41.740    |
| 11   | Team RadioShack             | Verenigde Staten    | op 1u52'31" | € 10.540    |
| 12   | Quick Step                  | België              | op 1u57'10" | € 19.940    |
| 13   | Vacansoleil-DCM             | Nederland           | op 2u09'10" | € 35.650    |
| 14   | BMC Racing Team             | Verenigde Staten    | op 2u12'10" | € 493.990   |
| 15   | Rabobank                    | Nederland           | op 2u14'01" | € 24.290    |
| 16   | Liquigas-Cannondale         | Italië              | op 2u20'05" | € 22.360    |
| 17   | Saur-Sojasun                | Frankrijk           | op 2u38'05" | € 26.930    |
| 18   | Lampre-ISD                  | Italië              | op 2u44'36" | € 30.100    |
| 19   | Pro Team Astana             | Kazachstan          | op 2u48'21" | € 11.710    |
| 20   | Omega Pharma-Lotto          | België              | op 3u02'28" | € 96.600    |
| 21   | Team HTC-High Road          | Verenigde Staten    | op 3u12'07" | € 104.940   |
| 22   | Team Movistar               | Spanje              | op 3u49'51" | € 46.660    |

## Uitvallers
| Renner                | Land                | Ploeg               | Etappe | Reden                                                                                             |
| --------------------- | ------------------- | ------------------- | ------ | ------------------------------------------------------------------------------------------------- |
| Jurgen Van De Walle   | België              | Omega Pharma-Lotto  | 4e     | Opgave, blessure opgelopen in val etappe 1                                                        |
| Janez Brajkovič       | Slovenië            | Team RadioShack     | 5e     | Opgave, val in etappe 5                                                                           |
| Christophe Kern       | Frankrijk           | Team Europcar       | 5e     | Opgave, blessure aan knie opgelopen in Frans kampioenschap tijdrijden                             |
| Iván Velasco          | Spanje              | Euskaltel-Euskadi   | 6e     | Niet gestart, sleutelbeenbreuk na val in etappe 5                                                 |
| Vasil Kiryjenka       | Wit-Rusland         | Team Movistar       | 6e     | Buiten tijd gefinisht                                                                             |
| Tom Boonen            | België              | Quick Step          | 7e     | Opgave, val in etappe 5                                                                           |
| Rémi Pauriol          | Frankrijk           | Française des Jeux  | 7e     | Opgave, val in deze etappe                                                                        |
| Bradley Wiggins       | Verenigd Koninkrijk | Sky ProCycling      | 7e     | Opgave, val in deze etappe                                                                        |
| Chris Horner          | Verenigde Staten    | Team RadioShack     | 8e     | Niet gestart, hersenschudding en gebroken neus etappe 7                                           |
| Beñat Intxausti       | Spanje              | Team Movistar       | 8e     | Opgave, als gevolg van een valpartij in etappe 1                                                  |
| Juan Manuel Gárate    | Spanje              | Rabobank            | 9e     | Niet gestart, als gevolg van een valpartij in etappe 5                                            |
| Wout Poels            | Nederland           | Vacansoleil-DCM     | 9e     | Opgave wegens ziekte                                                                              |
| Amets Txurruka        | Spanje              | Euskaltel-Euskadi   | 9e     | Opgave als gevolg van een valpartij in deze etappe.                                               |
| Pavel Broett          | Rusland             | Team Katjoesja      | 9e     | Opgave, na eerst in de aanval te zijn geweest.                                                    |
| Aleksandr Vinokoerov  | Kazachstan          | Pro Team Astana     | 9e     | Opgave, dijbeenbreuk val in afdaling tweede klim van de dag.                                      |
| Jurgen Van den Broeck | België              | Omega Pharma-Lotto  | 9e     | Opgave, schouderbladbreuk, klaplong en gebroken ribben na val in afdaling tweede klim van de dag. |
| Frederik Willems      | België              | Omega Pharma-Lotto  | 9e     | Opgave, sleutelbeenbreuk en hersenschudding na val in afdaling tweede klim van de dag.            |
| David Zabriskie       | Verenigde Staten    | Team Garmin-Cervélo | 9e     | Opgave, polsbreuk na val in afdaling tweede klim van de dag.                                      |
| Aleksandr Kolobnev    | Rusland             | Team Katjoesja      | 10e    | Niet gestart wegens positieve dopingtest na etappe 5.                                             |
| Jaroslav Popovytsj    | Oekraïne            | Team RadioShack     | 10e    | Niet gestart wegens ziekte.                                                                       |
| John Gadret           | Frankrijk           | AG2R-La Mondiale    | 11e    | Niet gestart wegens oververmoeidheid.                                                             |
| Romain Feillu         | Frankrijk           | Vacansoleil-DCM     | 12e    | Niet gestart wegens knieblessure.                                                                 |
| Denis Galimzjanov     | Rusland             | Team Katjoesja      | 12e    | Buiten tijd gefinisht                                                                             |
| Gert Steegmans        | België              | Quick Step          | 13e    | Niet gestart wegens polsblessure en handblessure.                                                 |
| Andreas Klöden        | Duitsland           | Team RadioShack     | 13e    | Opgave ten gevolge van blessures opgelopen bij eerdere valpartijen.                               |
| Lars Boom             | Nederland           | Rabobank            | 13e    | Opgave wegens darmklachten                                                                        |
| Vladimir Isajtsjev    | Rusland             | Team Katjoesja      | 13e    | Opgave                                                                                            |
| William Bonnet        | Frankrijk           | Française des Jeux  | 14e    | Buiten tijd gefinisht                                                                             |
| Paolo Tiralongo       | Italië              | Pro Team Astana     | 17e    | Opgave                                                                                            |
| Leonardo Bertagnolli  | Italië              | Lampre-ISD          | 18e    | Opgave                                                                                            |
| Björn Leukemans       | België              | Vacansoleil-DCM     | 19e    | Buiten tijd gefinisht                                                                             |

1e etappe ·
2e etappe ·
3e etappe ·
4e etappe ·
5e etappe ·
6e etappe ·
7e etappe ·
8e etappe ·
9e etappe ·
10e etappe ·
11e etappe ·
12e etappe ·
13e etappe ·
14e etappe ·
15e etappe ·
16e etappe ·
17e etappe ·
18e etappe ·
19e etappe ·
20e etappe ·
21e etappe
Startlijst · Eindstanden · Afbeeldingen